# Кадук рудочеревий
Кадук рудочеревий (Isleria guttata) — вид горобцеподібних птахів родини сорокушових (Thamnophilidae). Мешкає в Амазонії та на Гвіанському нагір'ї.

## Опис
Довжина птаха становить 8,5-9,5 см, вага 8,5-11 г. Хвіст короткий, дзьоб відносно довгий, вузький, прямий. У самців голова, спина і груди сірі, живіт рудувато-коричневий. Крила темні, поцятковані білими смугами, третьорядні махові пера охристі, на спині малопомітна біла пляма. У самиць спина коричнева, горло сірувато-біле, груди оливкові.

## Поширення і екологія
Рудочереві кадуки мешкають на півдні Венесуели (Амасонас, Болівар), в Гаяні, Суринамі, Французькій Гвіані і північній Бразилії (на північ від Амазонки, від Ріу-Негру до Амапи). Вони живуть в нижньому ярусі вологих рівнинних тропічних лісів, на берегах річок і озер. Зустрічаються парами, на  висоті до 700 м над рівнем моря. Живляться комахами і павуками.